# 朱紹玉
朱紹玉（1946年—），祖籍遼寧山海关，生于北京，中国音樂工作者，一级作曲。著有《朱紹玉音樂作品集》等書。

## 生平
他少年時做過京劇老生演員和京劇胡琴（京胡）演員（琴師），在雲南藝術學院音樂系學習作曲專業（主修作曲）。
曾在青海省京劇團、福建省京劇團擔當作曲、樂隊指揮和行政工作。也曾任北京中國戲曲學院客座教授、碩士生導師。
當前在北京京劇院做編腔（唱腔設計）、作曲、樂隊指揮工作。

## 作品
在福建省京劇團工作期間，應邀給2部閩劇（福州戲、福州大戲）《天鵝宴》、《丹青魂》編曲。
在北京京劇院工作期間，多次應邀到台灣，給台灣國立國光劇團的大型新編京劇做音樂，編腔（設計唱腔）、新曲作曲、指揮樂隊，第1部是《鄭成功與台灣》（李超等操琴），再來依序是現代京劇（京劇現代戲）《廖添丁》（范宗沛編曲配器）和古裝京劇《地久天長釵鈿情》（李門操琴、負責樂隊）、《牛郎織女天狼星》（李門負責樂隊）、《未央天》、《胡雪巖》（汪其楣編導）。
他也為台灣的李寶春京劇團；台灣新舞台劇團的現代京劇《原野》編腔作曲。
朱紹玉其他的京劇音樂設計作品還有實驗小劇場京劇《馬前潑水》、《閻惜蛟》、《張協狀元》、《霸王別姬》等；現代京劇《梅蘭芳》、《黨的女兒》、《孔繁森》等，少數民族題材京劇《夏王悲歌》、《格薩爾王》、《天馬歌》、《完顏金娜》等；歷史題材京劇《黃荊樹》、《拜相記》、《甲申記》、《香江淚》、《媽閣紫煙》、《宰相劉羅鍋》、《蔡文姬》、《洛神賦》、《袁崇煥》、《圖蘭朵公主》（《中國公主杜蘭朵》）等。